# Chizu
« Chizu » redirige ici. Ne doit pas être confondu avec le Studio Chizu.
Chizu (智頭町, Chizu-chō) est un bourg situé dans le district de Yazu, dans la préfecture de Tottori, au Japon.

## Géographie

### Situation
Le bourg de Chizu est situé au pied du mont Nagi, dans le sud-est de la préfecture de Tottori, sur l'île de Honshū, au Japon.

### Démographie
Au 1er avril 2014, la population de Chizu s'élevait à 7 718 habitants.

## Transports
Yazu est desservi par la ligne Inbi de la JR West et la ligne Chizu de la compagnie privée Chizu Express.

## Culture locale et patrimoine
Le Suwa-jinja, un sanctuaire shinto, se trouve à Chizu.